# Raketoplán (Star Trek)
Raketoplán (anglicky Shuttlecraft, Shuttle nebo Shuttlepod), občas překládán také jako transportér, je fiktivní vesmírné plavidlo na hvězdných lodích hvězdné flotily, které slouží k přepravě osob nebo nákladu na kratší vzdálenosti. Své využití nacházejí při potřebě přesunu členů výsadku na povrch planet, kde není možné použití teleportačního transportéru.

## Výskyt
Poprvé se pomocné plavidlo objevuje již v původním seriálu Star Trek, kde je Enterprise NCC-1701 vybavena několika plavidly, kterým jako hangár slouží zadní část sekundárního trupu lodi mezi warpovými gondolami. 
Enterprise D (Star Trek: Nová generace) disponovala min. 7 raketoplány. Ty byly využívány také pro několikadenní cesty mimo trasu Enterprise. V seriálu Star Trek: Stanice Deep Space Nine posádka stanice využívala především samostatnou loď USS Defiant NX-74205, ovšem zrovna tak měli k dispozici raketoplány a Runabouty, což jsou malá transportní plavidla disponující, na rozdíl od raketoplánů vybavených pouze impulsními motory, warpovým pohonem.

## Konstrukce
Raketoplány jsou vybaveny pouze impulzním pohonem, základními štíty a phasery. Raketoplány jsou zpravidla vybaveny dvojicí transportérů. 

### Deltaplán
Zatímco vývoj nových raketoplánů měli na starost inženýři Federace, v událostech seriálu Star Trek: Voyager byla posádka nucena vyvinout a sestavit tzv. Deltaplán, tedy raketoplán uzpůsobený pro použití v podmínkách Delta kvadrantu. 
O vznik deltaplánu se zasadil poručík Tom Paris, pilot který předtím s klasickým raketoplánem z Voyageru překonal absolutní warp 10 (což byla paradoxně chyba tvůrců – do té doby bylo tvůrci dodržováno pravidlo, že tato rychlost je nedosažitelná).